# Armand Burtin

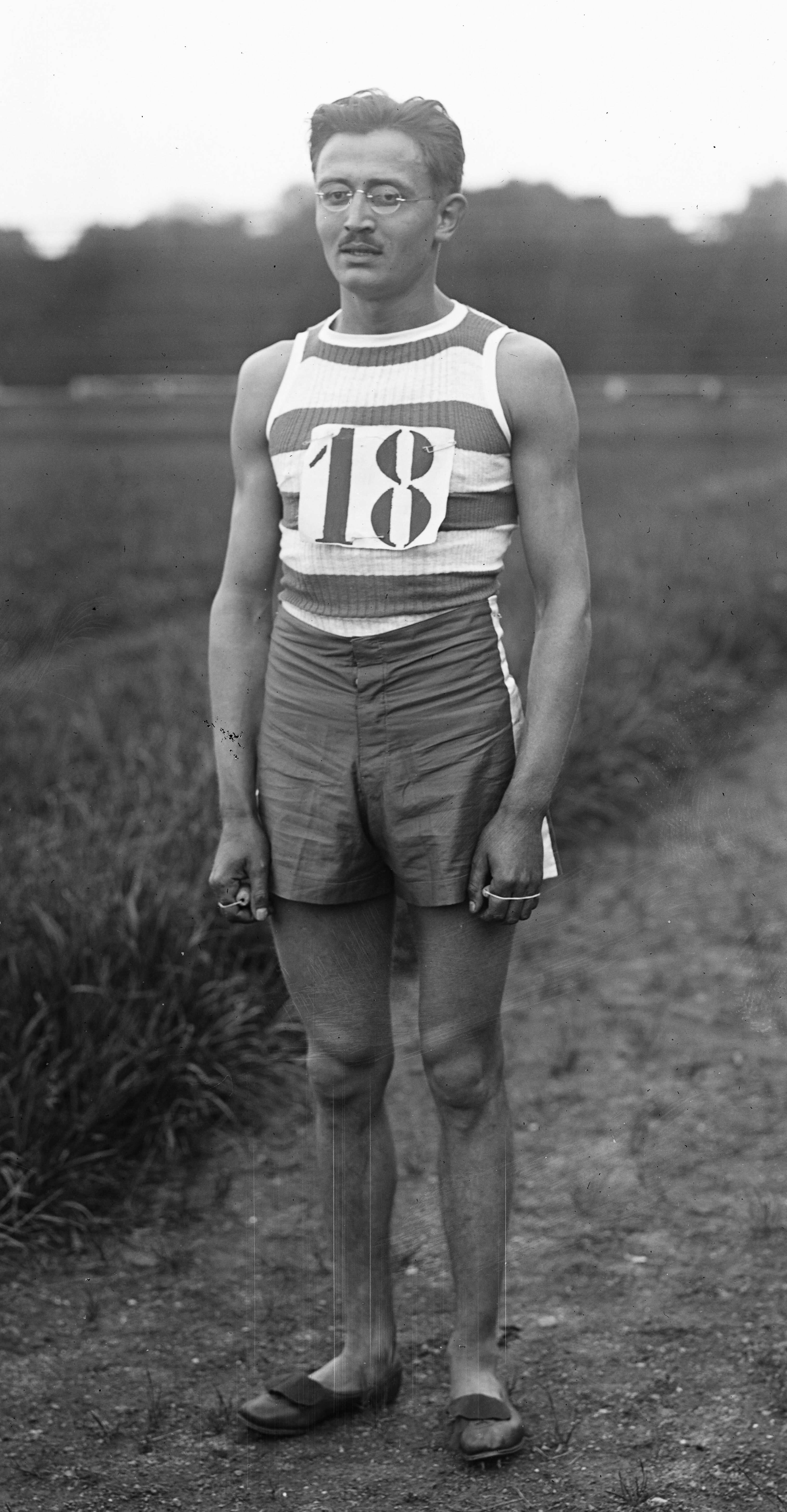
Armand Burtin, 1920

Armand Burtin (* 3. November 1896 in Pouilly-sur-Saône; † 13. August 1972 in Lerma, Spanien) war ein französischer Mittel- und Langstreckenläufer.
Bei den Olympischen Spielen 1920 in Antwerpen schied er über 1500 m im Vorlauf aus und wurde als Vierter in der Einzelwertung Vierter im 3000-Meter-Mannschaftslauf.
1924 wurde er bei den Olympischen Spielen in Paris als Elfter in der Einzelwertung erneut Vierter im 3000-Meter-Mannschaftslauf.
1920 wurde er Französischer Meister über 1500 m mit dem nationalen Rekord von 4:03,8 min und Englischer Meister im Meilenlauf mit seiner persönlichen Bestzeit von 4:23,0 min.